# بیگز (کانال تلویزیونی)
بیگز (انگلیسی: BIGGS) یک کانال تلویزیونی کابلی به زبان پرتغالی می‌باشد که در تاریخ ۱ دسامبر ۲۰۰۹ توسط شرکت ZON بر روی پلتفرم پخش گردید. برنامه‌های این کانال به ترتیب بین گروه سنی ۸ تا ۱۴ سال می‌باشد و مشغول به پخش سریال‌های اکشن، موسیقی، مد و برنامه‌های زنده می‌پردازد. همچنین این کانال جایگزین کانال قدیمی پاندا بیگد می‌باشد.